# Milczący świadek
Milczący świadek (ang. Silent Witness) – kryminalny serial BBC produkowany od 1996, dzięki czemu jest obecnie jednym z najdłużej emitowanych seriali kryminalnych na świecie. W Polsce emitowany przez stację BBC Entertainment. Serial koncentruje się na pracy ekspertów medycyny sądowej i ich dochodzeniach w sprawie różnych przestępstw.

## Obsada
- Amanda Burton jako dr Sam Ryan (1996-2004)
- William Gaminara jako dr Leo Dalton (od 2002)
- Tom Ward jako dr Harry Cunningham (od 2002)
- Emilia Fox jako dr Nikki Alexander (od 2004)
- David Caves jako Jack Hodgson (od 2016)
- Liz Carr jako Clarissa Mullery (od 2016)
- Richard Lintern jako Thomas Chamberlain (od 2016)

W epizodach wystąpili m.in.: Andrew Sachs, Jemma Redgrave, Prunella Scales, Philip Jackson, Tobias Menzies, Nicholas Hoult, Idris Elba, Tim Pigott-Smith, Ingeborga Dapkūnaitė, Burt Kwouk, Anna Chancellor, Art Malik, Benedict Cumberbatch, Ed Stoppard, Suzanna Hamilton, Nick Brimble, Radosław Kaim, Clare Calbraith.